# オクラホマ州議会
オクラホマ州議会（英語：The Legislature of the State of Oklahoma）は、アメリカ合衆国オクラホマ州の州議会である。下院と上院の2院で構成されている。州下院議員は101人（任期2年）、州上院議員は48人（任期4年）で、各選挙で州上院議員の半数を選出するように任期がずれている。議員は人口の等しい1人区から直接選挙で選ばれる。オクラホマ州議会は毎年オクラホマシティのオクラホマ州会議事堂で開かれる。
オクラホマ州憲法は州政府のすべての立法権を州議会に与えており、州議会はオクラホマ州法を制定することによって立法権を行使する。立法府はあらゆる主題について立法することができ、オクラホマ憲法の規定を実施するために必要な一定の「必要かつ適切な」権限を有する。立法府の権限は、州民に留保された権限、すなわちイニシアチブと住民投票によってのみ制限される。
上院と下院は対等な議院であるが、それぞれの議会が排他的権限を持つ。高官への知事任命には上院の助言と同意が必要である。歳入のための法案はオクラホマ州下院でのみ発議できる。議会で承認された法案はオクラホマ州知事に送られ、承認を得なければならない。

## 初期議会
1907年の州制施行以前、オクラホマ準州にはオクラホマ州ガスリーで開かれるオクラホマ準州議会があった。州成立後、オクラホマ州憲法によりオクラホマ州議会が設置された。第1回オクラホマ州議会はガスリー市庁舎で開かれ、ウィリアム・H・マレーが初代下院議長に選出された。マレーが任命した最初の3人のスタッフは、北軍の退役軍人、南軍の退役軍人、アフリカ系アメリカ人のジム・ノーブルであった。第2期オクラホマ州議会には、オクラホマ州初の黒人議員A.C.ハムリンがいたが、アフリカ系アメリカ人が選挙で公職に就くことをほぼ不可能にする法律が可決され、ハムリンは1期に制限された。
オクラホマ州議会の会場は1910年にオクラホマシティに移された。1921年から1922年の第9議会までは民主党が議席の大半を占めていたが、共和党が過半数を占めるようになった。
1921年の会期は、オクラホマ州初の女性議員、ベッシー・マコルギン下院議員とラマー・ルーミー上院議員が参加したことでも注目された。これは、1918年に有権者によって承認された憲法修正案によってオクラホマ州で女性が選挙権を獲得した直後の出来事であった。
立法府は1923年、臨時議会の開催を阻止しようとしたこと、また給与の水増し、恩赦、大学管理者の解任、知事給与の大幅増額などがあったとして、ジャック・C・ウォルトン知事の弾劾を決議した。
ヘンリー・S・ジョンストン州知事は、議員によって弾劾された2人目の州知事となり、オクラホマ州下院の議員によって11の弾劾条項が採決され、最終的に除名された。

## 1930年代ｰ現在

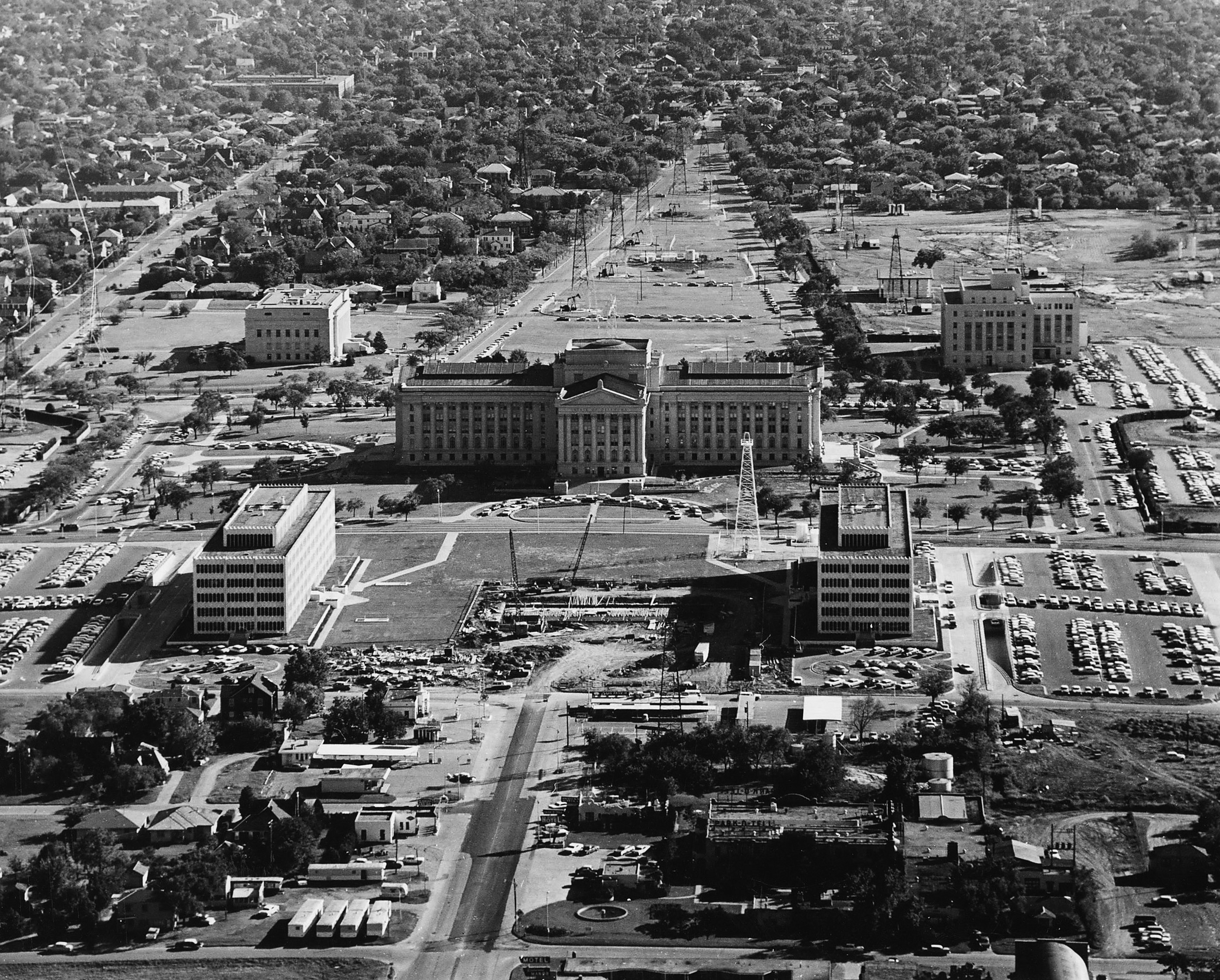
オクラホマ州会議事堂の南側(1963年)

1964年、アーチボルド・ヒル、E・メルビン・ポーター、カーティス・ローソンの3人の黒人がオクラホマ州議会議員に選出された。これは1910年にA・C・ハムリンが退任して以来のことである。
1966年、有権者は毎年90日間の立法会期を設定する住民発案を承認した。1989年には、正式の閉会日（会期最終日）を5月の最終金曜日とすることで、会期をさらに制限する別の住民発案が出された。この90日制と相まって、会期開始日は2月に移動し、元の1月開始日は組織日として残された。
1960年代以降、共和党は有権者登録数と州議会議席数を伸ばした。1990年までに、共和党は有権者の約3分の1を占めるようになり、立法府でも同様の代表を占めるようになった。
2010年、共和党はオクラホマ州上院で32議席、下院で70議席と過半数を大きく伸ばした。
現在、共和党は両院で絶対多数を占めている（下院では101議席中72議席、上院では48議席中40議席）。

## 議員要件
オクラホマ州上院議員を務めるには25歳以上でなければならず、オクラホマ州下院議員を務めるには21歳以上でなければならない。また、州議会議員は、選挙人としての資格を有し、在任中その選挙区に居住していなければならない。立法事務の候補者として申請するには、法律で定められた申請期間の直前6ヶ月間以上、選挙人登録をしており、選挙区内に居住していなければならない。

### 制限事項
オクラホマ州憲法は、州議会議員が合衆国またはオクラホマ州政府の他の役員を兼務することを禁じている。重罪の前科がある場合も、オクラホマ州議会議員に選出される資格を失う。

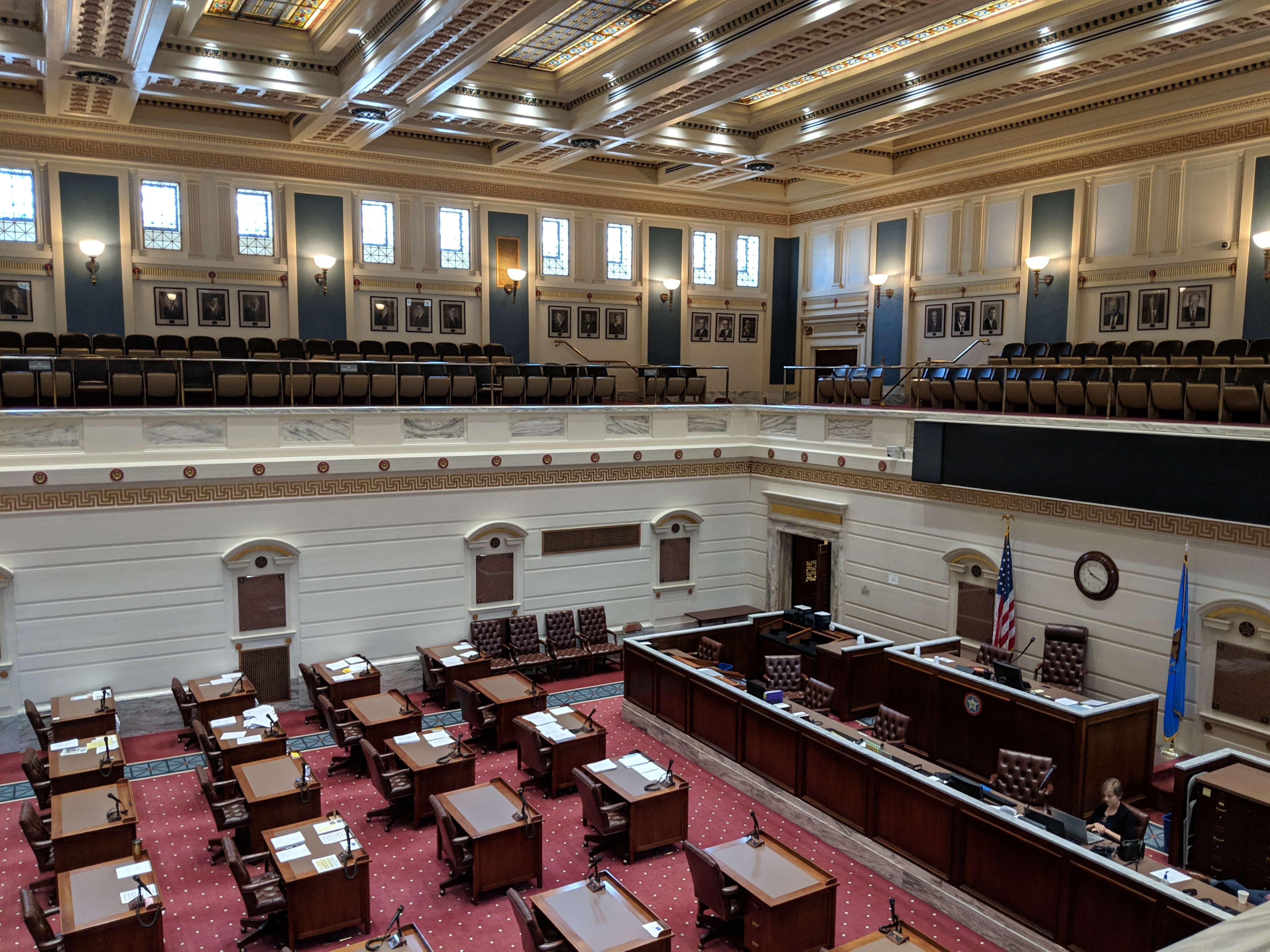
オクラホマ州議会上院会議場

有権者によって承認された憲法改正により、オクラホマ州議会における議員の任期は12年に制限された。12年の任期制限は、連続、非連続を問わず、いずれかの会派での任期を累積したものである。12年という制限には、修正案採択以前の在職期間は含まれない。また、空席を埋めるために選挙または任命された議員が、任期満了前に務めた年数も含まれないが、12年の任期を終えた議員は、その後、任期満了前の任期を務める資格はない。
オクラホマ州議会は、議員の利益相反を禁止する法律を制定することを憲法上義務付けられている。オクラホマ州倫理委員会は現在、州議会議員に対して倫理的制限に関する勧告を行っている。
州議会に欠員が生じた場合、州知事はその欠員を補充するための選挙令状を発行する。

## 議員
下院は101人の議員で構成され、人口を均等に反映するように選挙される1人区を代表する。
1964年に連邦最高裁判所がレイノルズ対シムズ事件で判決を下すまで、オクラホマ州には77の郡があり、それぞれ州下院に少なくとも1議席が保証されていた。しかし現在では、人口の少ない地方の郡は複数の郡からなる地区を形成している。たとえば下院第61区は、シマロン郡、テキサス郡、ビーバー郡、ハーパー郡の全域と、エリス郡、ウッドワード郡の一部を含んでいる。
上院は48人の議員で構成され、人口を均等に反映するように選挙された1人区を代表する。

## 現在の党派構成

### 上院
| Midpoint |        |
| 40       | 8      |
| 共和党   | 民主党 |

| 所属         | 政党(網掛けは多数会派を示す) | 政党(網掛けは多数会派を示す) | 計 |
| ------------ | ---------------------------- | ---------------------------- | -- |
| 所属         |                              |                              | 計 |
| 所属         | 共和党                       | 民主党                       | 計 |
| 前議会終了時 | 38                           | 10                           | 48 |
| 議会開始時   | 40                           | 8                            | 48 |
| 最新の得票率 | 83%                          | 17%                          |    |

### 下院
| ↓      |        |
| 81     | 20     |
| 共和党 | 民主党 |

| 所属         | 政党(網掛けは多数会派を示す) | 政党(網掛けは多数会派を示す) | 計  |
| ------------ | ---------------------------- | ---------------------------- | --- |
| 所属         |                              |                              | 計  |
| 所属         | 共和党                       | 民主党                       | 計  |
| 前議会終了時 | 82                           | 18                           | 101 |
| 議会開始時   | 81                           | 20                           | 101 |
| 最新の得票率 | 80%                          | 20%                          |     |

## 役職

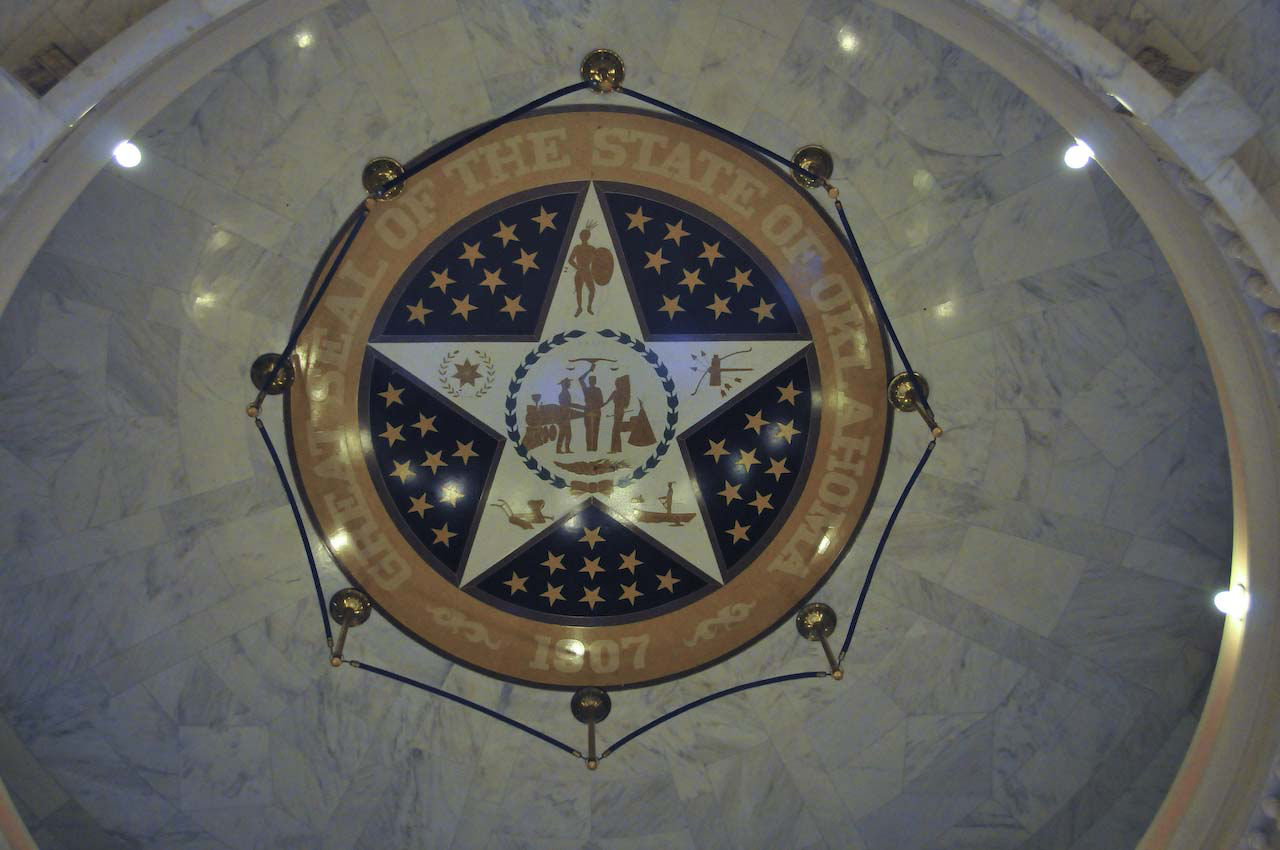
オクラホマ州会議事堂1階ロタンダ

### 下院の役職
下院の議席の過半数を占める政党は多数党と呼ばれ、次に多い政党は少数党である。下院議長は州下院議員の過半数によって選出され、両政党の議員の連立が連立候補を選出しない限り、多数党の会派が選出した候補者となる。少数党の議員は少数派院内総務と呼ばれる少数党の代表を選出する。議長は委員会委員長やその他の指導的役割を任命し、少数派院内総務は委員会の「筆頭委員」など、対応する少数党議員の役割を任命する。
オクラホマ州憲法はオクラホマ州下院議長の職務と権限を規定していない。代わりに下院の規則と慣習によって規定されている。オクラホマ州憲法第6条第6項により、下院議長は副知事、上院仮議長に次いで3番目に知事の後継者となる。
議長は下院の指導者としての役割と多数党の党首としての役割の両方を担う。議長は下院の議長を務めるが、議長が不在の場合は他の議員を議長に任命することができる。議長は議場正面の椅子に座る。議長の権限は広範囲にわたるが、重要な権限の1つは、下院議員の発言順序を統制することである。いかなる議員も、まず議長に認められなければ、演説や動議を行うことはできない。議長はいかなる「議事進行上の問題」（規則違反に対する議員の異議）に対しても裁定を下すことができるが、その裁定は下院全体に上訴される。
議長は党の運営委員会の委員長でもあり、常任委員会の委員長を選ぶ。議長は法案を審議する委員会を決定し、委員会の委員を任命する。また、議長は委員会の職権上の投票権を持つ委員でもある。
議長の下には仮議長が置かれ、議長が不在の場合はその職務を代行する。議長および仮議長も、委員会の職権上の投票権を有する。
各政党は、多数党院内総務または少数党院内総務と呼ばれる代表を選出する。少数党院内総務はその党の完全な党首であるが、多数党院内総務はそうではない。その代わり、議長が多数党のトップであり、多数党院内総務は2番目に高い地位にすぎない。各党はまた、党員が党指導部の望むとおりに投票するように院内幹事を選出する。

### 上院の役職
上院で過半数の議席を持つ政党は多数党と呼ばれ、2つ以上の党が同数の場合は、副知事の所属政党によって上院の多数党が決定される。次に多い党は少数党と呼ばれる。仮議長、院内総務、委員会委員長は多数党を代表し、少数党には少数派院内総務と筆頭委員がいる。
オクラホマ州憲法では、副知事は上院議長を務め、同数票を破棄する場合にのみ投票権を有すると規定されている。慣例により、副知事は新上院議員の宣誓式などの重要な儀式に出席するか、同数を破るために投票が必要な場合にのみ出席する。憲法はまた、州上院議員が副知事不在時の議長を務める仮議長を選出することを認めている。仮議長は副知事に次いで知事の後継者となる。仮議長は上院のリーダーであり、多数党の党首を務める。仮議長は職権で上院委員会の投票権を有する。
議長役はオクラホマ州上院の議場正面の椅子に座る。議長はオクラホマ上院の口利き役として、投票結果の発表などの職務を行い、議員に発言を求めて討論をコントロールする。上院規則では、議長は最初に起立した州上院議員を承認することが義務付けられている。議長は、「議事進行上の問題」（規則違反に対する議員の異議申し立て）に対して裁定を下すことができるが、その決定は全議員への上訴の対象となる。
各党は議長を務める上院議員を選出する。議長は、職権上、州上院委員会の投票権を持つメンバーであり、議場で審理される法案のスケジュールを決定する。各党はまた、議長を補佐する院内総務も選出する。
オクラホマ州憲法第5条第1節は、立法府の権限を定めている。州の立法権は、他の権限と同様に州議会に帰属する。これらの権限のうち最も重要なものは、徴税、借款、州民兵の育成および維持の権限である。オクラホマ州議会は、オクラホマ憲法を実施するために必要な法律を可決する権限を有する。議会の立法権は、憲法がその権限を制限している場合やオクラホマ州民に留保している場合を除き、広範である。
州議会の立法以外の機能には、州印刷工場を設立し、州印刷業者の選挙または任命について規定する権限、州地質経済調査会を設立する権限、保健委員会、歯学委員会、薬学委員会、食品委員会を設立する権限が含まれる。
州議会は、1907年（オクラホマ州が連邦に加盟した日）から10年ごとに、オクラホマ州法を制定、改正、公表しなければならない。州議会は、違法な独占、信託、行為、または取引制限の合意とは何かを定義し、違法な独占、信託、行為、または取引制限の合意に従事する者を罰する法律を制定しなければならない。
オクラホマ州憲法第5条第46節から第53節は、州議会の権限に一定の制限を課している。例えば、州議会は、道路敷設や学区のような日常業務の領域において、地方自治体の業務に干渉することはできない。州議会は、オクラホマ州の移民局のために公金を充当することも、州憲法で認められている場合を除き、オクラホマ州の財産に対する課税を免除することもできない。州議会は、排他的権利、特権、免除を与える法律を可決してはならない。

## 立法手順

### 任期
州議会は連続番号で識別され、下院議員の選挙に対応している。任期は2回あり、1回目は選挙直後の年に、2回目は翌年に行われる。
州憲法では、立法会期は奇数年の2月の第1月曜日の正午に開始され、160日を超えることはできず、毎年5月の最終金曜日の午後5時までに最終的に閉会しなければならない。最初の会期は160日を超えてはならない。選挙後の奇数年には、州議会は、州全体の選挙結果を決定することのみを目的として、1月の第1月曜日の後の第1火曜日に開かなければならない。この会合は正午に始まり、同日の午後5時までに閉会しなければならない。
新しい任期が始まると、下院議員全員と上院議員の半分（前回の選挙で選ばれた議員）が宣誓する。下院はまた、議長も選出する。これとは対照的に、上院の仮議長は継続的に就任する。通常、新しい仮議長が選出されるのは、前の仮議長が引退した場合か、多数党が変わった場合のみである。
州憲法は、一方の院が他方の院の同意なしに3日を超えて休会することを禁じている。この規定は、一方の院が会議を拒否するだけで、立法業務が妨害されるのを防ぐことを意図している。長期の休会中に同意を得ることを避けるため、上下両院は3日ごとに、時にはわずか数分の形式的な会合を開くことがある。
憲法は、州議会がオクラホマ州会議事堂以外の場所で会合を開くことを禁じている。しかし、州知事は、公共の安全または福祉、あるいは議員の安全または健康が必要であると考える場合、別の場所で議会を招集したり、別の場所に閉会したりする権限を有する。ただし、このような変更または休会には、各議員全員の3分の2の投票による同意が必要である。
臨時会期は、上院の議員の3分の2および下院の議員の3分の2が署名し、上院の仮議長および下院の議長に提出され、上院の仮議長および下院の議長が臨時会期招集の命令を連名で発しなければならない。ただし、州議会は、知事による臨時会招集を妨げることはできない。
定例会または臨時会において、両院協議会の閉会時期について意見の相違があった場合、知事は、次の両院協議会の日を超えない範囲で、適切とみなされる時期に両院協議会を閉会させることができる。各立法会期末の立法院の最終閉会には、両院の同意が必要である。両院が日程について合意できない場合、州憲法は、知事がその紛争を解決することを認めている。

### 法案と決議
立法案は、法案、共同決議、同時決議、単純決議として議会に提出される。立法案は法案または共同決議として提出される。共同決議は、憲法改正の提案に用いられる通常の方法である。両院で可決された同時決議や、一方の院だけで可決された単純決議は、法律の効力を持たない。その代わり、立法府またはそのいずれかの院の意見を表明したり、手続きを規制したりする役割を果たす。
法案やその他の議案は、どちらの下院議員も提出することができる。ただし、オクラホマ州憲法第5条第33A項により、オクラホマ州下院で発議されなければならない「歳入増額法案」は例外である。ただし、オクラホマ州上院は修正または否決の権限を保持している。
法案の審査は各院で複数の段階を経る。最初の段階では、農業や歳出など特定の主題を管轄する常任委員会による審議が行われる。委員会の数、主題領域、委員長と委員、および各委員会に割り当てられる法案は、下院では下院議長によって、上院では上院仮議長によって指定される。あるいは、法案は特別委員会に送られることもある。各常任委員会と特別委員会は、委員長（多数党に所属）と筆頭委員（少数党に所属）によって率いられる。委員会は、法案を審議する際に公聴会を開き、証拠を収集することが認められている。委員会は法案を修正することもできるが、委員会の修正案を承認または拒否する権限は下院本会議にある。法案を審議し討論した後、委員会は法案を本会議に報告するかどうかを投票で決定する。
法案を報告しないという決定は、その提案の否決に等しい。両院とも、委員会を迂回または却下できる手続きを定めているが、このような慣行はまれである。委員会で報告されると、法案は本会議場に提出される。下院は法案を討議し修正することができるが、その正確な手続きは下院と上院で異なる。その後、法案に対する最終投票が行われる。
法案が一方の院で承認されると、他方の院に送られ、可決、否決、修正される。法案が法律となるためには、両院が同一の法案に同意しなければならない。第二院が法案を修正した場合、上院議員と下院議員の両方を含むアドホック委員会である会議委員会で、両者の相違点を調整しなければならない。
両院での可決後、法案はオクラホマ州知事に提出され、知事は法案に署名して法律を成立させるか、反対票を投じて立法府に差し戻すかを選択できる。この場合、立法府の各院が3分の2以上の賛成で拒否権を無効とする議決をした場合のみ、法案は成立する。最後に、知事は法案に署名も拒否権も行使せず、何もしないこともできる。その場合、憲法は、日曜日を除く5日後に法案は自動的に法律となると定めている。ただし、この5日間の間に立法府が閉会（会期終了）した場合、法案は成立しない。従って、知事は立法会期末に可決された法案を無視するだけで、拒否権を行使することができる。この操作は握り潰し拒否権と呼ばれ、閉会した立法府がこれを覆すことはできない。いかなる法案も、立法会の最終閉会後15日以内に知事が承認しない限り、法律となることはできない。

## 定足数と投票
州憲法は、各院で議事を行うには議員の過半数をもって定足数とすると定めている。各院の規則では、定足数招集の結果、そうでないことが判明しない限り、定足数は出席しているものとみなされる。従って、定足数の確認が要求されなければ、過半数が出席していなくても討議は続行される。
両院とも、ほとんどの案件は音声投票で決定される。議員が「賛成(”aye”)」または「反対("no")」の声を上げ、議長役が結果を発表する。しかし州憲法では、出席議員の5分の1以上の要求があれば、記録による投票が必要とされている。
音声投票の結果が不明確な場合、またはその案件が論議を呼ぶ場合は、通常、記録投票が行われる。上院では点呼投票が用いられ、書記官が全議員の名前を呼び上げ、各議員は自分の名前が発表されると「賛成(”aye”)」または「反対("no")」を表明する。下院では、点呼投票は最も正式な案件のために留保され、通常、議員は電子機器を使って投票する。可否同数の場合、当該動議は否決される。上院では、副知事が同数票を投じることができる。

## 議員特権及び給与
州議会議員は、反逆罪、重罪、平和侵害を除き、刑事責任による逮捕を免除される特権を享受している。この免責は、議員が「各議院の会期中に出席している間、およびそこから出入りしている間」に適用される。「逮捕」という用語は広く解釈されており、裁判所の召喚状や召喚状を含め、法の執行過程におけるあらゆる拘留や遅延が含まれる。下院の規則はこの特権を非常に厳格に守っており、議員は自ら特権を放棄することはできず、全議員の許可を得なければならない。一方、上院の規則はそれほど厳格ではなく、個々の上院議員が適当に特権を放棄することを認めている。
2006年現在、州議会議員の給与は38,400ドル。上院臨時議長と下院議長には、さらに年間17,932ドルが支払われる。各院の予算委員長、多数派院内総務、少数派院内総務には、さらに年間12,364ドルが支払われる。
議員報酬委員会は、州議会議員に支払われる報酬額を決定する。この委員会は、オクラホマ州知事が任命する5人の委員、上院仮議長が任命する2人の委員、下院議長が任命する2人の委員で構成される。知事によって任命されるメンバーは、宗教団体、通信メディア、州が支援しない教育機関、労働団体、小売業の出身者でなければならない。臨時議長が任命する委員は農業および市民団体出身者でなければならず、議長が任命する委員は製造業または専門職出身者でなければならない。
州議会議員は委員会のメンバーとなることを禁じられている。投票権を有する9名の委員に加え、オクラホマ州税制委員会委員長とオクラホマ州財務局長が職権上、投票権を有しない委員を務める。委員会の委員長は知事が指名する。委員会のメンバーは無報酬で務めるが、旅費と滞在費の払い戻しを受ける。
委員会は、2年ごとに、州議会議員に支払われる報酬を見直し、報酬を変更する権限を有する。このような変更は、次の選挙後の15日目に有効となる。